# Rosarium Virginis Mariae
Rosarium Virginis Mariae (Różaniec Najświętszej Maryi Panny) – list apostolski papieża Jana Pawła II z 16 października 2002, dotyczący jednej z form pobożności w Kościele katolickim, jaką jest modlitwa różańcowa.

## Treść
Papież zaadresował list o różańcu do biskupów, kapłanów, diakonów, zakonników, zakonnic i wszystkich wiernych. W trzech rozdziałach poprzedzonych wstępem Jan Paweł II przypomniał nauczanie Kościoła katolickiego odnośnie do modlitwy różańcowej.
We wstępie papież podkreślił, iż różaniec, do którego odmawiania przez wieki zachęcał urząd nauczycielski Kościoła, chociaż ma charakter maryjny, jest jednak modlitwą na wskroś chrystocentryczną. Jest jakby streszczeniem przesłania ewangelicznego. W bardzo osobistym wyznaniu Jan Paweł II podkreślił, iż różaniec towarzyszył mu od lat dzieciństwa i również będąc papieżem, nie przestaje się na nim modlić. W punkcie trzecim dokument ogłaszał okres od października 2002 do października 2003 Rokiem Różańca. W kolejnych punktach autor odniósł się do zastrzeżeń wysuwanych względem tej formy modlitwy (forma źle przyjmowana przez ludzi młodych, charakter maryjny, różaniec jako przeszkoda dla ekumenizmu), podkreślił jej ważne miejsce w życiu kontemplacyjnym, zwrócił uwagę na potrzebę modlitwy o pokój i za rodzinę, wspominając również ważne postacie w historii Kościoła, które odegrały znaczącą rolę w propagowaniu modlitwy różańcowej i rozwoju doktryny katolickiej (m.in. Leon XIII, nazywany „Papieżem różańca”, Ludwik Maria Grignion de Montfort, Bartłomiej Longo, Pio z Pietrelciny).
Pierwszy rozdział, zatytułowany Kontemplować Chrystusa z Maryją, zawiera wzbogaconą licznymi cytatami biblijnymi katolicką wykładnię teologiczną roli, jaką Matka Boża odgrywa w formacji do modlitwy i kontemplacji, zarówno jako wzór, jak i jako przewodniczka. Różaniec według papieża wymaga odmawiania w rytmie spokojnej modlitwy i powolnej refleksji, jest wspominaniem Chrystusa z Maryją, by uczyć się Chrystusa od Maryi i by upodobnić się do niego z Maryją. Proszenie Chrystusa z Maryją ma zaowocować odwagą w głoszeniu Ewangelii z Maryją (punkty 12–17).
Rozdział drugi, noszący tytuł Tajemnice Chrystusa, Tajemnice Matki, wprowadził do praktyki modlitewnej novum dotyczące jej treści. Papież, odwołując się do akceptowanej w Tradycji opinii, iż różaniec jest „streszczeniem Ewangelii”, zaproponował, by oprócz dotychczas odmawianych tajemnic radosnych, bolesnych i chwalebnych, wprowadzić zwyczaj rozważania tajemnic światła, by misterium życia Chrystusa było jeszcze lepiej kontemplowane. Owo, jak sam je nazywa, "stosowne uzupełnienie" wprowadzało praktykę rozważania pięciu nowych tajemnic cząstkowych – mysteria lucis czyli tajemnic światła: Chrztu Chrystusa w Jordanie, Godów w Kanie, Głoszenia Słowa Bożego i wzywania do nawrócenia, Przemienienia na Górze Tabor oraz Ustanowienia Eucharystii. Mówiąc o swoistej „drodze Maryi”, papież zachęcił do głębszego poznawania „tajemnicy Boga – to jest Chrystusa” (punkty 18–25).
W trzecim rozdziale, zatytułowanym Dla mnie żyć to Chrystus, Jan Paweł II zawarł swe rozważanie dotyczące różańca jako metody modlitewnej medytacji. Odwołując się do perykopy ewangelicznej o spotkaniu św. Piotra ze Zmartwychwstałym nad brzegiem Jeziora Genezaret, papież podkreślił, iż, „by zrozumieć różaniec, trzeba wejść w dynamikę psychologiczną właściwą miłości”. Powtarzanie słów miłości ma doprowadzić do wyrobienia postawy miłości sercem i życiem. W kolejnych punktach tego rozdziału znalazły się uwagi dotyczące: sposobów ulepszenia modlitwy różańcowej, zapowiedzi poszczególnych tajemnic, chwil milczenia, modlitwie Ojcze nasz, dziesiątkom Zdrowaś Maryjo, doksologii trynitarnej, końcowym aktom strzelistym, używanym przez wiernych sznurom modlitewnym, tzw. koronkom oraz porom odmawiania różańca (punkty 26–38).
W zakończeniu papież zachęcił do modlitwy o pokój i do modlitwy w rodzinie i za rodziny. Jan Paweł II powierzył Kościół opiece Matki Bożej, nazywając ją Królową Różańca (punkty 39–43).